# سوق شرق

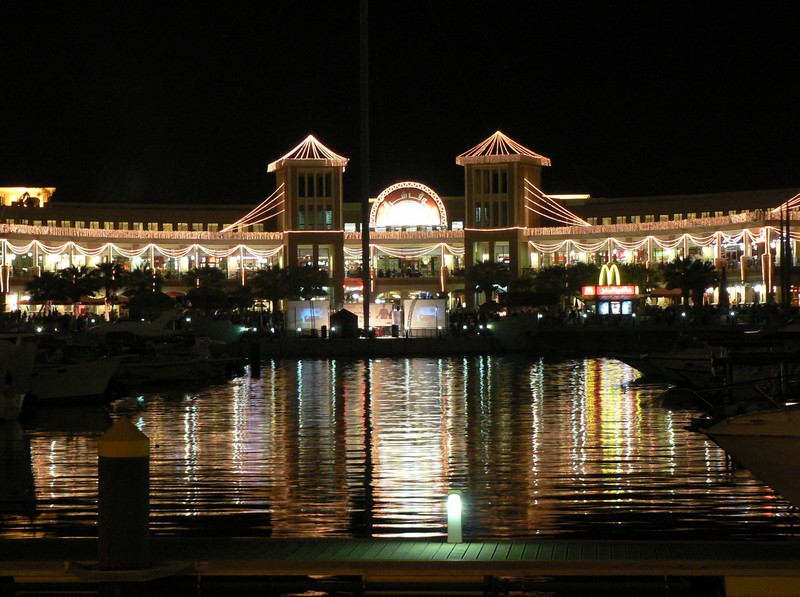
منظر لسوق شرق من جهة شارع الخليج العربي مساءً

سوق شرق هو مجمع تجاري ضخم يقع في دولة الكويت في منطقة الشرق، ومن هنا جاءت تسمية المجمع التجاري.
افتتح السوق الشيخ جابر الأحمد الصباح في 30 سبتمبر 1998، ومساحة السوق 55 ألف متر مربع وبلغت كلفته 35 مليون دينار كويتي، وكانت مدة إنشائه سنتين ونصف، ويضم المشروع 70 محل و20 مطعم للوجبات السريعة وثلاثة دور عرض للسينما، ويتحوي على رصيف مائي يسع 365 مرسى.

## قصف السوق
في 29 مارس عام 2003، أعلنتْ حكومة الكويت أنّ صاروخاً عراقياً سقط على السوق، سبب أضراراً مادية كبيرة، وكان ذلك في أثناء غزو العراق 2003.

## انظر ايضاً
- قائمة مراكز التسوق في الكويت